# Kävesta folkhögskola

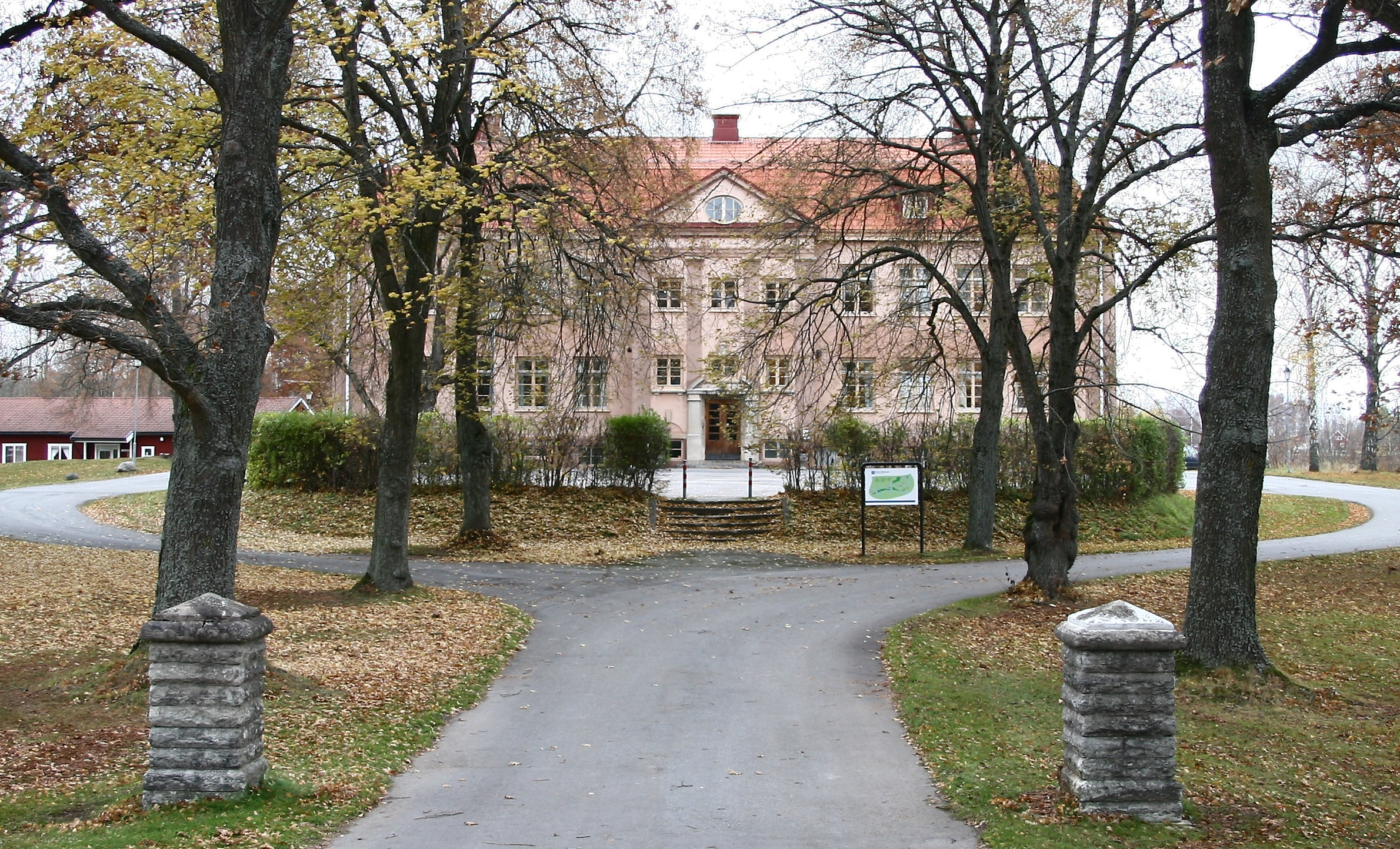
Skolhuset

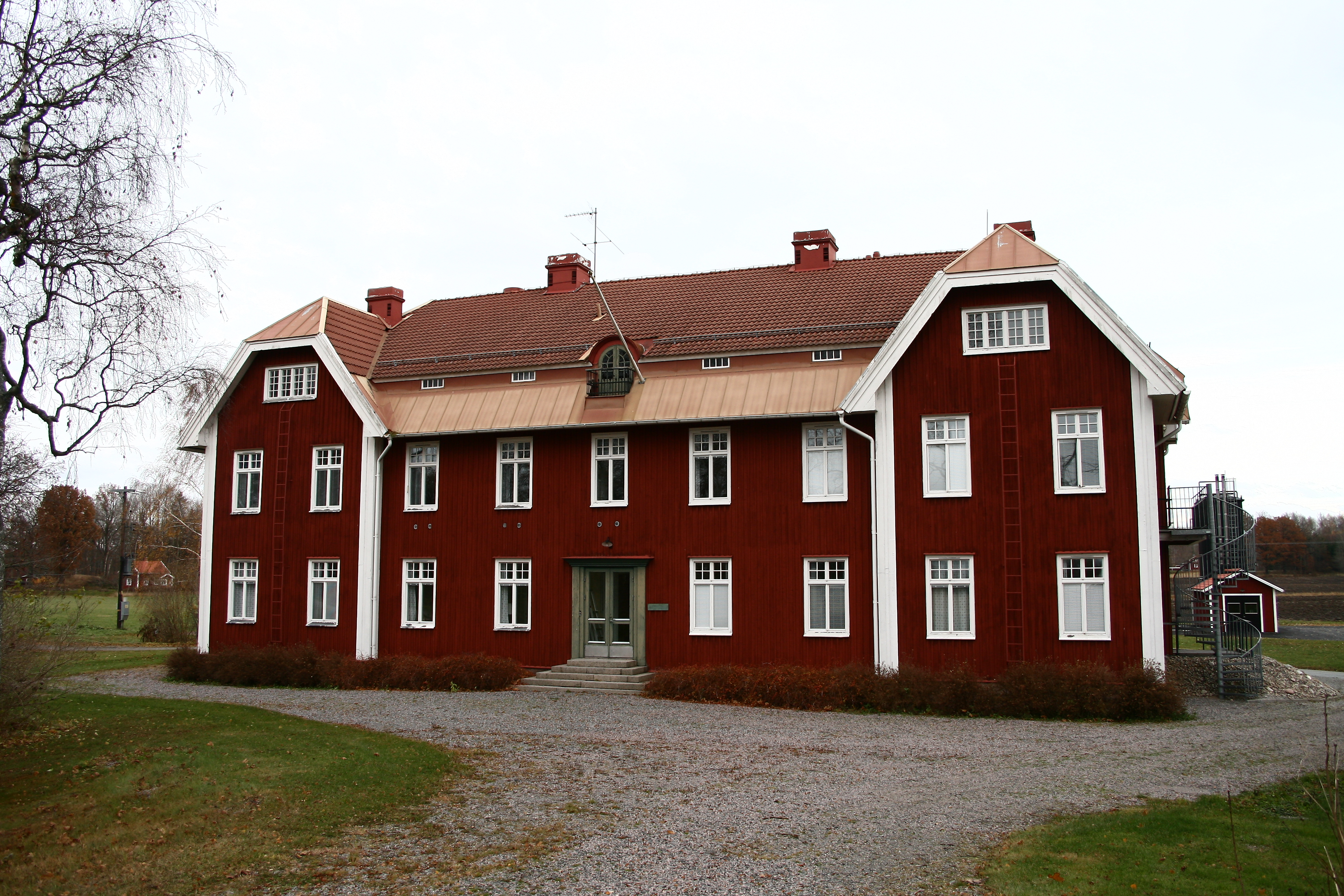
Internatet

Kävesta folkhögskola grundades 1873 och är en av Sveriges äldsta folkhögskolor. Skolan är belägen i Sköllersta i Hallsbergs kommun.  Den var tidigare känd som Örebro läns folkhögskola. Skolan drivs av Region Örebro län.

## Historik
1873 gundades länets första folkhögskola i Vrana efter att godsägaren Adolf Coyet upplåtit Vrana säteri kostnadsfritt på en femårsperiod. Ett särskilt skolhus restes 1877 på gården. Då det var svårt att hitta inackorderingshem åt eleverna beslöt man påföljande år att flytta skolan , inklusive det ännu inte färdigställda skolhuset till Kävesta. 1889 tillkom rektorsbostad och 1896 ett gymnastikhus. 1907 uppfördes ett elevhem enligt Magnus Dahlanders ritningarnas, och härefter fungerade skolan som ett internat. Granngården Nybblegården köptes vid denna tiden in för att kunna bedriva skoljordbruk. Efter att det gamla skolhuset blivit för trångt uppfördes en ny 1924 vilken ritades av Iwan Wennerlund. På 1940-talet flyttades den gamla prästbostaden i Sköllersta till Kävesta, för att tas i bruk som elevhem.
Länets kvinnliga folkhögskolan hade startat 1880 i Öskevik utanför Nora, men flyttade sedan till Kävesta där de manliga kurserna hölls på vinterhalvåret och de kvinnliga på sommaren. Könsuppdelningen kvarstod fram till 1960-talet. Folkhögskolan kom att delas upp i en ren folkhögskola, en lanthushållsskola och en lantmannaskola, där de senare flyttades till Kvinnersta 1959 respektive 1964.

## Idag
Kävesta folkhögskola har en kulturprofil, med speciell inriktning på konst, musik och dans. På skolan finns fyra linjer:
- allmän linje
- danslinjen
- konst och formgivningslinjen
- musiklinjen

Skolan har ett internat med riksintag för elever på linjerna för dans, konst och musik.